# Gotthard Johansson
Anders Gotthard Johansson, född 8 maj 1891 i Åker, död 2 februari 1968, var en svensk författare och konstkritiker.

## Biografi
Gotthard Johansson anses ha haft en stor betydelse för den svenska moderna arkitekturen och den svenska moderna självbilden. Han var författare, konst- och arkitekturskribent främst i Svenska Dagbladet, och introducerade funktionalismen för en bredare grupp svenskar efter Stockholmsutställningen 1930. Gotthard Johansson myntade 1936 ordet fritidsbostad och med detta följde begreppen fritidsbebyggelse och fritidshus.
Johansson erhöll 1965 Samfundet S:t Eriks plakett för berömliga insatser för Stockholm. Han var också ordförande i Svenska slöjdföreningen 1951–1960. Gotthard Johansson gravsattes i Gustav Vasa kyrkas kolumbarium i Stockholm.